# Interior of a Railway Carriage - Bank Holiday
Interior of a Railway Carriage - Bank Holiday è un cortometraggio muto del 1901 diretto e interpretato da Cecil M. Hepworth.

## Produzione
Il film fu prodotto dalla Hepworth.

## Distribuzione
Distribuito dalla Hepworth, il film - un cortometraggio della lunghezza di 24,3 metri - presumibilmente uscì nelle sale cinematografiche britanniche nell'agosto 1901.
Non si hanno altre notizie del film che si ritiene perduto, forse distrutto nel 1924 quando il produttore Cecil M. Hepworth, ormai fallito, cercò di recuperare l'argento del nitrato fondendo le pellicole.